# 何祚欢
何祚欢（1941年3月—），男，湖北武汉人，中国评书表演艺术家。他的创作生动活泼地表现了武汉市民生活的方方面面。现为中国曲艺家协会理事，并且兼职湖北省曲艺家协会副主席，武汉文联副主席，武汉市民间文艺家协会主席，湖北省文联副主席。